# Plebejus hypochionalpina
Plebejus hypochionalpina är en fjärilsart som beskrevs av Ruggero Verity 1931. Plebejus hypochionalpina ingår i släktet Plebejus och familjen juvelvingar. Inga underarter finns listade i Catalogue of Life.